# Comics Buyer's Guide
Comics Buyer's Guide (CBG), fondata nel 1971, è la rivista sui fumetti in lingua inglese più longeva. È nota anche per i suoi premi annuali, Comics Buyer's Guide Fan Awards, assegnati sin dal 1982.
Nel 1992 e 1993 ha vinto il premio Eisner come "migliore periodico/pubblicazione sui fumetti".